# Frank Vincent

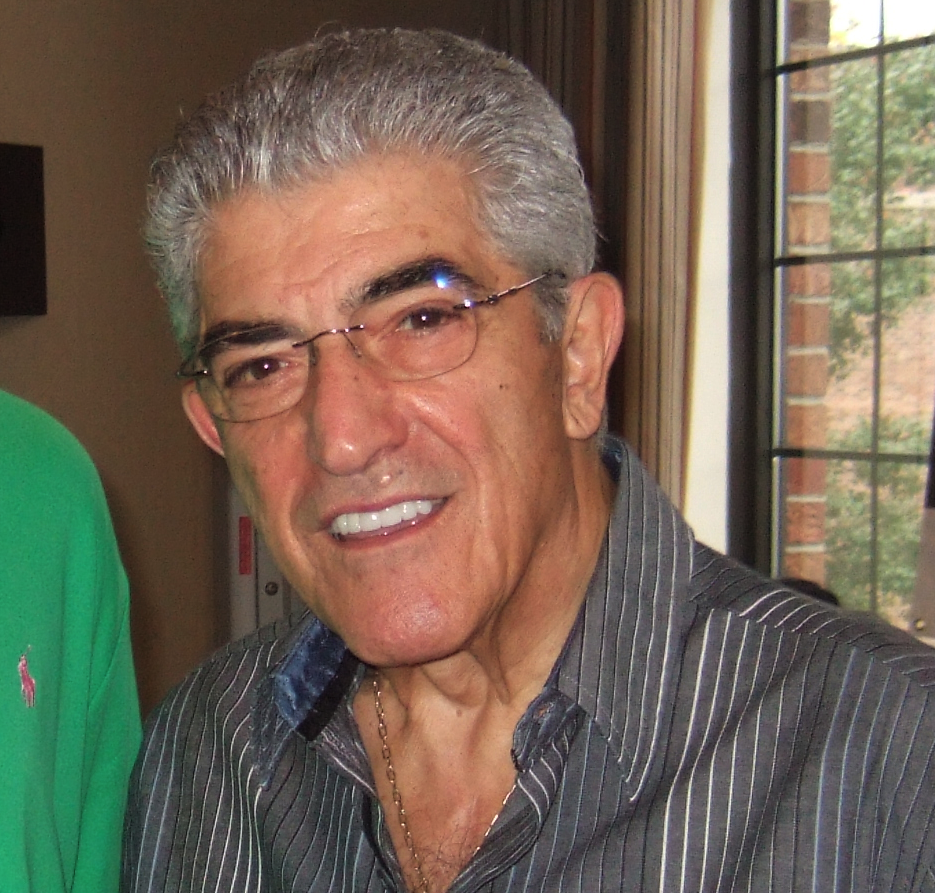
Frank Vincent (2012)

Frank Vincent (* 4. August 1939 in North Adams, Massachusetts, als Frank Vincent Gattuso jr.; † 13. September 2017 in New Jersey) war ein US-amerikanischer Schauspieler italienischer Abstammung.

## Biografie
Frank Vincent wuchs in New Jersey auf. Ursprünglich wollte er Schlagzeuger, Trompeter und Pianist werden. Zwischen Anfang und Mitte der 1970er-Jahre bildete er ein Komikerduo mit Joe Pesci. 1975 kamen beide an Rollen in dem Low-Budget-Mafiadrama Blutiger Zahltag. Durch diesen Film wurden sowohl er als auch Pesci von Regisseur Martin Scorsese entdeckt. Scorsese besetzte ihn 1979 für eine Nebenrolle in Wie ein wilder Stier. Seine Darstellung des Gangsters Salvy Batts markierte Vincents Durchbruch als Schauspieler. Zugleich erwies sie sich als definierend für seine Karriere, da Vincent auch in den folgenden Jahrzehnten immer wieder mit der Darstellung von Gangstern betraut wurde, auch wegen seiner italoamerikanischen Abstammung.
In den folgenden Jahren war er unter anderem in Der Pate von Greenwich Village, Easy Money und Baby, It’s You zu sehen. 1989 und 1991 hatte er Auftritte in Spike Lees Filmen Do the Right Thing und Jungle Fever. 1990 kam es zu einer zweiten Zusammenarbeit mit Martin Scorsese: In dessen Gangsterepos GoodFellas – Drei Jahrzehnte in der Mafia übernahm er die Rolle des Billy Batts, der von Joe Pesci zu Tode geschlagen wird. 1995 kam es bei Casino zu einer dritten und letzten Zusammenarbeit mit Scorsese; in diesem Film durfte Vincents Figur dann ironischerweise Joe Pescis Figur umbringen.
Weitere Erfolge konnte Vincent mit Auftritten in James Mangolds Thriller Cop Land (1997) und Sidney Lumets Filmdrama Nacht über Manhattan (1997) verbuchen. Ab Mitte der 1990er-Jahre absolvierte er außerdem mehrere Gastauftritte in Fernsehproduktionen wie Walker, Texas Ranger, Law & Order und NYPD Blue. Zwischen 2004 und 2007 verkörperte er in insgesamt 31 Folgen die Rolle des Phil Leotardo in der erfolgreichen US-Serie Die Sopranos. Vincent arbeitete praktisch bis zu seinem Tod als Schauspieler, eine seiner letzten Rollen hatte er 2016 als Gastdarsteller in der Fernsehserie Law & Order: Special Victims Unit. Sein Schaffen umfasst mehr als 80 Film- und Fernsehproduktionen.
Seine Stimme lieh er unter anderem dem Mafia-Paten Salvatore Leone in den Videospielen Grand Theft Auto III, Grand Theft Auto: San Andreas und Grand Theft Auto: Liberty City Stories. 2004 sprach er einen Hai in dem Animationsfilm Große Haie – Kleine Fische. 2005 trat er in einer Fernsehwerbung für Peugeot auf.
Frank Vincent war verheiratet und hatte drei Kinder. Er starb im September 2017 im Alter von 78 Jahren nach einer Operation am offenen Herzen. Einige Tage zuvor hatte Vincent bereits einen Herzinfarkt erlitten.

## Auszeichnungen
- 1999: Italian American Entertainer Of The Year
- 2005: Lifetime Achievement Award des Garden State Film Festival
- 2007: Nominierung für den Screen Actors Guild Award als Ensemblemitglied in Die Sopranos

## Filmografie (Auswahl)
- 1976: Blutiger Zahltag (The Death Collector)
- 1980: Wie ein wilder Stier (Raging Bull)
- 1982: Dear Mr. Wonderful
- 1983: Baby, It’s You
- 1984: Der Pate von Greenwich Village (The Pope of Greenwich Village)
- 1986: Wise Guys – Zwei Superpflaumen in der Unterwelt (Wise Guys)
- 1989: Do the Right Thing
- 1989: Letzte Ausfahrt Brooklyn (Last Exit to Brooklyn)
- 1990: GoodFellas – Drei Jahrzehnte in der Mafia (Goodfellas)
- 1991: Jungle Fever
- 1991: In the Line of Duty – Die Rache der Mafia
- 1991: Tödliche Gedanken (Mortal Thoughts)
- 1995: Casino
- 1996: Der Untergang der Cosa Nostra (Gotti)
- 1997: Nacht über Manhattan (Night Falls on Manhattan)
- 1997: Cop Land
- 1998: Vig
- 1998: The Mob – Der Pate von Manhattan (Fernsehfilm)
- 1999: Entropy
- 2003: A Tale of Two Pizzas (A Tale of Two Pizzas)
- 2003: This Thing of Ours
- 2004: Große Haie – Kleine Fische (Shark Tale)
- 2004–2007: Die Sopranos (The Sopranos, Fernsehserie, 31 Folgen)
- 2008: Stargate Atlantis (Fernsehserie, 1 Folge)
- 2009: Chicago – Der letzte Profi (Chicago Overcoat)
- 2011: Spy
- 2014/2016: Mr. Pickles (Zeichentrickserie, 2 Folgen)
- 2016: Law & Order: Special Victims Unit (Fernsehserie, 1 Folge)